# Серинова (град)
Серинова (на турски: Serinova) е град в Турция, разположен в околия Меркез, вилает Муш. Според оценки населението на града през 2015 година е 2459 души.